# 曹俊 (扶贫工作者)
曹俊，中华人民共和国政治人物、全国脱贫攻坚先进个人。

## 生平
曹俊任甘肃省陇南市武都区鱼龙镇上尹家村第一书记，中国文联国际联络部美大国际组织处处长。因在脱贫攻坚战中作出突出贡献，2021年2月25日全国脱贫攻坚总结表彰大会上，曹俊被授予“全国脱贫攻坚先进个人”。